# Lizzie Borden (Oper)
Lizzie Borden ist eine Oper (Originalbezeichnung: „A family portrait“) in drei Akten von Jack Beeson (Musik) mit einem Libretto von Kenward Elmslie nach einem Szenario von Richard Plant. Sie wurde am 25. März 1965 von der New York City Opera im New York City Center uraufgeführt. Die Oper basiert auf dem realen Kriminalfall der Lizzie Borden.

## Handlung
Der Bankier Andrew Borden hat nach dem Tod seiner ersten Frau seine vormalige Bedienstete Abigail geheiratet. Seine beiden Töchter aus erster Ehe, Elizabeth (Lizzie) und ihre jüngere Schwester Margret verabscheuen ihre Stiefmutter. Besonders Margret leidet unter der düsteren Stimmung in der Familie. Lizzie dagegen scheint besser damit umgehen zu können. Die beiden Schwestern vertrauen fast nur noch einander.

### Erster Akt
Im Haus ihres Vaters probt Lizzie mit dem Kinderchor der Kirche Old Harbor. Sie kommt gut mit den Kindern zurecht. Reverend Harrington bittet sie, sich bei ihrem Vater für eine finanzielle Unterstützung der Kirche einzusetzen. Lizzie meint jedoch, dass es nur ihrer Stiefmütter gelingen könne, den geizigen Vater zu einer solchen Ausgabe zu überreden. Andrew kommt herein, beendet die Probe und verbietet dem Reverend den Zutritt in sein Haus. Es kommt zum Streit zwischen Lizzie und ihrem Vater. Als sie ihn um Geld für ein neues Kleid bittet, meint er, sie könne sich doch einfach eines der alten Kleider vom Dachboden anpassen. Die ganze Familie versammelt sich zum Essen.
Die beiden Schwestern sitzen nachdenklich am Fenster zum verkümmerten Garten, der wegen Andrews hohen Zaunes nicht genug Sonne bekommt. Margret liebt den Kapitän Jason MacFarlane, der gerade mit seinem Schiff eingetroffen ist. Lizzie rät ihr eindringlich, den Vater mit Jason bekannt zu machen, damit dieser um ihre Hand anhalten könne. Sie geht, um die Begegnung in die Wege zu leiten. Margret bleibt allein mit ihren Gedanken zurück.

### Zweiter Akt
Abigail trägt ein Volkslied über eine Schwalbe im Frühling vor. Da einige Tasten des alten Harmoniums defekt sind, überredet sie Andrew, ihr zum nächsten Hochzeitstag ein Klavier zu kaufen. Andrew nimmt auf ihr Drängen auch das Bild Evangelines, seiner ersten Frau, das noch immer im Wohnzimmer hängt, ab. Abigail versucht, Lizzie zu provozieren. Andrew greift ein und befiehlt seiner Tochter, Abigail mit „Mutter“ anzureden. Lizzie gerät darüber in Rage. In diesem Moment bringt Reverend Harrington Captain MacFarlane herein und stellt ihn der Familie offiziell als Mitglied der Gemeinde vor. Andrew erkennt, dass Lizzie das so arrangiert haben muss. Wie vereinbart, bittet Jason ihn um die Hand seiner Tochter Margret. Andrew entgegnet, dass Jason sie wohl nur der Mitgift wegen heiraten wolle. Er könne aber stattdessen gerne seine ältere Tochter Lizzie heiraten. Anschließend versucht er vergeblich, den Freier zum Verlassen der Wohnung zu bewegen.
Nachdem Jason gegangen ist, überhäuft Andrew Lizzie mit Vorwürfen. Diese zählt ihm im Gegenzug all ihre durch ihn erlittenen Demütigungen auf. Sie überlässt sich ihrer Verzweiflung. Wenn Jason, wie von ihr geplant, ihre Schwester entführt, verliert sie auch noch ihre einzige Vertrauensperson.

### Dritter Akt
Zur Feier ihres Hochzeitstag gehen Andrew und Abigail außer Haus. Lizzie schneidert das Hochzeitskleid ihrer Mutter Evangeline für ihre Schwester um. Jason erscheint an der Gartentür, um Margret auf sein Schiff zu holen. Es soll am nächsten Tag Richtung Süden abfahren. Lizzie zeigt ihm das Kleid und probiert es selbst vor einem Spiegel an. Dabei träumt sie davon, selbst Jasons Braut zu sein und von ihm liebkost zu werden. Da bemerkt sie, dass ihre Schwiegermutter bereits zurückgekehrt ist – mit einem neuen Hut und vielen Paketen. Abigail hat die ganze Szene beobachtet. Sie macht sich über Lizzie lustig. Die beiden geraten in heftigen Streit.
In Gegenwart Lizzies packt Jason Margrets Sachen ein, die er bei der Flucht mitnehmen will. Lizzie findet ein Bündel seiner Briefe an Margret. Sie bildet sich ein, diese seien in Wirklichkeit an sie selbst gerichtet gewesen. Auf einmal umarmt sie Jason. Abigail ruft vom oberen Treppenabsatz, dass Andrew bereits auf dem Heimweg sei. Sie fordert Lizzie auf, das Abendessen zu bereiten, und zieht sich zu einem Nickerchen zurück. Lizzie kann ihre Wut nicht mehr zurückhalten. Sie zerreißt die Briefe, ergreift eine an der Wand hängende türkische Hellebarde und tötet Abigail damit, noch immer das Brautkleid tragend. Als ihr Vater eintrifft und in sein Zimmer geht, folgt Lizzie ihm nach oben.
Lizzie ermordet auch ihren Vater. Sie gerät in Verdacht, wird aber in der folgenden Gerichtsverhandlung mangels Beweisen freigesprochen. Durch das Erbe ihres Vaters zu Reichtum gekommen, zieht sie in ein schöneres Haus „auf dem Hügel“ (einem besseren Stadtteil von Fall River) und spendet einen Großteil des Geldes der Kirche.
Einige Jahre später kümmert sich Lizzie am Stehtisch ihres Vaters um finanzielle Dinge, als der Reverend hereinkommt. Er berichtet von der wachsenden Familie ihrer Schwester und gibt ihr das gespendete Geld zurück, das seine Gemeinde nicht von ihr annehmen wollte. Nach seinem Fortgang verschließt sie die Tür. Hinter der Bühne singen Kinder ein Spottlied:
Lizzie Borden took an ax

And gave her mother forty whacks

When she saw what she had done

She gave her father forty-one.

## Gestaltung
Die Autoren charakterisierten die Figuren psychologisch mit Elementen aus dem Elektra-Mythos und einer Freud’schen Sicht auf die Spannungen zwischen Tochter und Vater. Das Libretto weicht daher in einigen Punkten von der realen Geschichte ab. Lizzie ist hier nicht die jüngste Tochter des Bankiers, sondern die älteste. Für ihre hier Margret (statt Emma) genannte sensible jüngere Schwester ist sie so etwas wie ein Mutterersatz.:13 Deren Liebesbeziehung zum Kapitän Jason MacFarlane ist ebenso eine Erfindung der Autoren wie die Figur des Reverend Harrington:24 oder Abigails Vergangenheit als Bedienstete der Bordens vor dem Tod von Andrews erster Frau. Die Oper lässt letztlich keinen Zweifel an Lizzies Tat. Es geht nicht darum, ob sie den Mord begangen hat. Auch auf eine konkrete Darstellung der Gerichtsverhandlung verzichten die Autoren – sie wird lediglich in Form von Videoprojektionen angedeutet. Stattdessen konzentriert sich die Oper auf die psychologischen Gründe für Lizzies Tat.:13 Keine Person wird schlicht als Bösewicht abgestempelt. Selbst der Vater verhält sich zumindest zu Abigail menschlich. Die Aggressivität Abigails Lizzie gegenüber erklärt sich aus vorangegangenen Provokationen.
Die Musik von Beesons Lizzie Borden ist von deutlichen Dissonanzen durchdrungen, die den Schrecken der Handlung passend zum Ausdruck bringen. Einige Rezensenten der Uraufführung glaubten daher fälschlicherweise, dass es sich um eine Anwendung der Zwölftontechnik handle. Jedoch hat sich Beeson selbst immer als konservativen Komponisten bezeichnet – im Gegensatz zu den „Modernisten“ der 1960er Jahre, deren Musik vom Serialismus geprägt war. Lizzie Borden hat eine tonale Basis. Trotz einiger schroffer Wendungen in den Vokallinien wirkt die Tonsprache eher gemäßigt und eklektisch. Es gibt einige lyrische oder liedhafte Passagen und Anspielungen an die Musik der Victorianischen Zeit.
Umrahmt wird die Handlung durch Szenen mit Kindern. Zu Beginn probt Lizzie erfolgreich mit einem Kinderchor. In der Schlussszene wird sie von denselben Kindern verhöhnt.:8 Auch die Weigerung Andrews, der Kirche zu spenden, erhält eine spiegelbildliche Entsprechung, als der Reverend Lizzie am Schluss das Geld zurückgibt.

### Orchester
Die Orchesterbesetzung der Oper enthält die folgenden Instrumente:
- Holzbläser: zwei Flöten (2. auch Piccolo), Oboen (2. auch Englischhorn), zwei Klarinetten (2. auch Bassklarinette), zwei Fagotte
- Blechbläser: zwei Hörner, zwei Trompeten, zwei Posaunen, Euphonium, Tuba
- Pauken, Schlagzeug (zwei Spieler): Xylophon, kleine Trommel, kleines und großes hängendes Becken, Tamtam, Militärtrommel, Tamburin, Glockenspiel, große Trommel, Wirbeltrommel, Triangel
- Harmonium
- Harfe
- Streicher

## Werkgeschichte
Die Handlung der Oper basiert auf einer wahren Geschichte, die sich 1892 in Fall River (Massachusetts) zugetragen hatte. Damals wurde Lizzie Borden verdächtigt, ihre Stiefmutter und ihren Vater ermordet zu haben, aber in der Verhandlung freigesprochen. Der tatsächliche Tathergang wurde nie vollständig aufgeklärt.
Jack Beeson schrieb seine Oper im Auftrag der Ford Foundation für die New York City Opera. Das ursprüngliche Szenario zu der Opernfassung entwickelte der deutschstämmige US-amerikanische Schriftsteller Richard Plant. Plant hatte sich bei seinem ersten Treffen mit Beeson im Jahr 1954 bereits mehrere Jahre lang mit dem Sujet beschäftigt. Um Beeson von dem dramatischen Potential überzeugen zu können, kombinierte er es mit dem Elektra-Mythos. Die beiden legten das Projekt zunächst beiseite. Bei ihrem nächsten Treffen 1957 legte Plant bereits die Grundzüge der Handlung vor. In den folgenden Jahren entwickelten sich die Einzelheiten der Oper weiter. Als Plant 1961 erkrankte, bat er Kenward Elmslie, der bereits mit Beeson zusammengearbeitet hatte, ihm bei dem Text zu helfen. Das Libretto war gegen Ende des Sommers 1962 fertiggestellt. Für die Komposition der Musik benötigte Beeson noch fast drei weitere Jahre.:13
Die Uraufführung fand am 25. März 1965 im New York City Center statt. Der Dirigent war Anton Coppola. Regie führte Nikos Psacharopoulos. Es sangen Herbert Beattie (Andrew Borden), Ellen Faull (Abigail Borden), Brenda Lewis (Elizabeth Andrew Borden), Anne Elgar (Margret Borden), Richard Krause (Reverend Harrington) und Richard Fredericks (Captain Jason MacFarlane). Wenig später entstand eine Fernsehproduktion für das National Educational Television Network mit derselben Gesangsbesetzung.
Die europäische Erstaufführung gab es am 3. Oktober 1992 im Theater Hagen in einer deutschen Fassung von Astrid Rech-Richey. Die musikalische Leitung des Philharmonischen Orchesters Hagen hatte Gerhard Markson. Die Inszenierung stammte von Helmut Straßburger, das Bühnenbild von Florian Etti und die Kostüme von Ilse Evers. Die Sänger waren Andreas Haller (Andrew Borden), Josephine Engelskamp (Abigail Borden), Ulla Sippola (Elizabeth Andrew Borden), Eva Pettersson (Margret Borden), Jürgen Dittebrand (Reverend Harrington) und Werner Hahn (Captain Jason MacFarlane). Die Produktion wurde im Rahmen der 3. Tage des Neuen Musiktheaters in Nordrhein-Westfalen 1993 auch als Gastspiel in Wuppertal gezeigt.
1996 gab es eine Neuproduktion der Oper durch die New York City Opera in Form einer Koproduktion mit der Glimmerglass Opera. Sie wurde in einer Inszenierung von Rhoda Levine im New York State Theater und beim Glimmerglass Festival gespielt. Die Bühne stammte von John Conklin, die Kostüme von Constance Hoffman. Die Dirigenten waren Stewart Robertson (Glimmerglass) und George Manahan (New York). In New York sangen Stephen West (Andrew Borden), Lauren Flanigan (Abigail Borden), Phyllis Pancella (Elizabeth Andrew Borden), Robin Blitch Wiper (Margret Borden), Dennis Petersen (Reverend Harrington) und Dean Ely (Captain Jason MacFarlane). Die Aufführung vom 24. März wurde vom Sender PBS live im Fernsehen übertragen.
Im November 2013 spielte die Boston Lyric Opera eine neu erstellte einaktige Kammerfassung der Oper in sieben Szenen, die sich noch stärker auf die mythologischen (Elektra) und Freud’schen Elemente stützte und sich auf das Literaturgenre des American Gothic bezog. Die Instrumentation dieser Fassung schuf Todd Bashore, die Dramaturgie John Conklin. Hier sangen Daniel Mobbs (Andrew Borden), Caroline Worra (Abigail Borden), Heather Johnson (Elizabeth Andrew Borden), Chelsea Basler (Margret Borden), Omar Najmi (Reverend Harrington) und David McFerrin (Captain Jason MacFarlane).:8f Diese Produktion wurde im folgenden Jahr auch beim Tanglewood Festival gespielt.

## Aufnahmen
- 1965 – Anton Coppola (Dirigent), Orchester der New York City Opera.
 Herbert Beattie (Andrew Borden), Ellen Faull (Abigail Borden), Brenda Lewis (Elizabeth Andrew Borden), Anne Elgar (Margret Borden), Richard Krause (Reverend Harrington), Richard Fredericks (Captain Jason MacFarlane).
 Besetzung der Uraufführung.
 Audio: Desto 6455 (3 LPs) / New World Records NWCR694 (2 CDs).[6]
- 1965 – Anton Coppola (Dirigent), Cambridge Festival Orchestra.
 Solisten wie bei der CD-Aufnahme.
 TV-Produktion, gekürzt um zwei Zwischenspiele.
 Video: DVDVAI 4563.[12]